# Gustav Gerber (Physiker)
Gustav Gerber (* 22. Juni 1942; † 16. September 2018) war Professor für Experimentalphysik an der Universität Würzburg. Er war dort Dekan des Fachbereichs Physik und Astronomie.
Gerber studierte von 1964 bis zum Diplom 1970 Physik an der FU Berlin und der Albert-Ludwigs-Universität Freiburg, wo er 1974 mit einer Arbeit über Ionisationsprozesse beim langsamen Stoss schwerer Teilchen promoviert wurde. Als Post-Doktorand war er 1974 bis 1976 an der University of California, Santa Barbara. Nach der Rückkehr war er wissenschaftlicher Assistent in Freiburg bei Otto Osberghaus, wo er sich 1982 habilitierte. Nachdem er schon 1984 bis 1986 in Freiburg und 1986 bis 1988 an der Universität Kaiserslautern Vertretungsprofessuren hatte, wurde er 1988 außerordentlicher Professor. 1990/91 war er Gastwissenschaftler an der University of Colorado in Boulder und am Joint Institute for Laboratory Astrophysics. 1994 wurde er Professor für Experimentalphysik an der Universität Würzburg. 1998 war er Miller Gastprofessor an der University of California, Berkeley.
Er war einer der Ersten in Deutschland und Europa, der Femtosekundenspektroskopie mit Molekülen und Clustern betrieb. Dabei kombinierte er Femtosekunden mit Molekularstrahltechniken und Flugzeitspektrometern und entwickelte die nötigen Femtosekundenquellen (typisch 70 fs Pulsdauer) um 1987 mit seiner Gruppe selbst. Das ermöglichte zeitaufgelöste Untersuchung der Dynamik von Anregung, Ionisation, Fragmentation von Molekülen und Clustern.
Gerber erzielte 1998 mit anderen einen wissenschaftlichen Durchbruch mit ihrer Entwicklung eines Verfahrens zur Steuerung chemischer Reaktionen (zunächst einer Dissoziationsreaktion) mit Laserpulsen im Femtosekunden-Bereich. Die Pulse werden dabei durch „evolutionäre Algorithmen“ der gewünschten Reaktionsausbeute immer besser angepasst, so dass keine detaillierten Ausgangsinformationen über die chemische Reaktion nötig sind. Er war Sprecher und Initiator des DFG-Schwerpunktprogramms „Femtosekunden Spektroskopie elementarer Anregungen von Atomen, Molekülen und Clustern“.
1994 war er Robert-Wichard-Pohl-Preisträger. 2000 erhielt er mit Thomas Baumert und Volker Seyfried den Philip Morris Forschungspreis für die Steuerung chemischer Reaktionen durch Femtosekunden-Laserpulse.

## Schriften
- Moleküldesign mit lernfähigen Femtosekunden-Lasern, in Müller-Krumbhaar, Wagner (Herausgeber) Und er würfelt doch, Wiley/VCH 2001